# Fraude fiscale en droit français
En droit français, la fraude fiscale est définie dans l'article 1741 du Code général des impôts comme étant « une infraction à la loi commise dans le but d’échapper à l’imposition ou bien d’en réduire le montant ».

## Définition juridique
Cette infraction suppose la réunion de trois éléments :
- élément légal (le non-respect du droit fiscal) ;
- élément matériel (l'impôt éludé) ;
- élément moral (faute intentionnelle ou non intentionnelle).

Il s'agit du fait de se soustraire ou tenter de se soustraire, frauduleusement, au paiement total ou partiel de l'impôt. Une définition plus pragmatique est proposée par André Margairaz : « il y a fraude lorsqu'on applique des procédés permettant d'échapper à un impôt alors que le législateur n'avait pas prévu d'échappatoire. » La fraude fiscale suppose une intention délibérée de fraude et des éléments matériels (omission ou insuffisance de déclaration, erreur délibérée, organisation d'insolvabilité ou autres manœuvres, par exemple). Elle ne doit pas être confondue avec la soustraction fiscale.

## Peines
L'alinéa 9 de l'article 1741 du Code général des impôts dispose :

« Sans préjudice des dispositions particulières relatées dans la présente codification, quiconque s'est frauduleusement soustrait ou a tenté de se soustraire frauduleusement à l'établissement ou au paiement total ou partiel des impôts visés dans la présente codification, soit qu'il ait volontairement omis de faire sa déclaration dans les délais prescrits, soit qu'il ait volontairement dissimulé une part des sommes sujettes à l'impôt, soit qu'il ait organisé son insolvabilité ou mis obstacle par d'autres manœuvres au recouvrement de l'impôt, soit en agissant de toute autre manière frauduleuse, est passible, indépendamment des sanctions fiscales applicables, d'une amende de 500 000 € et d'un emprisonnement de cinq ans.
Les peines sont portées à 2 000 000 € et sept ans d'emprisonnement lorsque les faits ont été commis en bande organisée ou réalisés ou facilités au moyen :
1. Soit de comptes ouverts ou de contrats souscrits auprès d'organismes établis à l'étranger ;
2. Soit de l'interposition de personnes physiques ou morales ou de tout organisme, fiducie ou institution comparable établis à l'étranger ;
3. Soit de l'usage d'une fausse identité ou de faux documents, au sens de l'article 441-1 du code pénal, ou de toute autre falsification ;
4. Soit d'une domiciliation fiscale fictive ou artificielle à l'étranger ;
5. Soit d'un acte fictif ou artificiel ou de l'interposition d'une entité fictive ou artificielle.

Toutefois, cette disposition n'est applicable, en cas de dissimulation, que si celle-ci excède le dixième de la somme imposable ou le chiffre de 153 €.
Toute personne condamnée en application des dispositions du présent article peut être privée des droits civiques, civils et de famille, suivant les modalités prévues aux articles 131-26 et 131-26-1 du Code pénal.
La juridiction peut, en outre, ordonner l'affichage de la décision prononcée et la diffusion de celle-ci dans les conditions prévues aux articles 131-35 ou 131-39 du Code pénal.
La durée de la peine privative de liberté encourue par l'auteur ou le complice d'un des délits mentionnés au présent article est réduite de moitié si, ayant averti l'autorité administrative ou judiciaire, il a permis d'identifier les autres auteurs ou complices.
Les poursuites sont engagées dans les conditions prévues aux articles L. 229 à L. 231 du livre des procédures fiscales. »

## Mesures prises par le gouvernement
D'après les chiffres de la campagne gouvernementale « Frauder c'est voler, celui qui fraude sera sanctionné », en 2010, 16 milliards d’euros ont été rapportés par les opérations de contrôle fiscal, dans leur ensemble. La Cour des comptes a déjà relevé que le « recouvrement est mauvais » : Bercy ne dépose qu’un millier de plaintes par an.
Le vote définitif de la loi contre la fraude fiscale le 10 octobre 2018 introduit la possibilité de recourir à une convention judiciaire d'intérêt public dans le cadre d'une mise en cause pour fraude fiscale.
Le 11 novembre 2018, le ministre de l'action et des comptes publics, Gérald Darmanin, annonce que les réseaux sociaux seront utilisés par le fisc à partir de 2019 pour débusquer d'éventuelles traces de fraudes fiscales à travers des photos ou vidéos publiées et faisant figurer des voitures de luxe ou des résidences secondaires non déclarées.

## Impact sur le déficit public de la France
Selon les différentes estimations, la fraude fiscale est estimée entre 60 et 80 milliards en 2013,, 80 à 90 % de la fraude échappe donc au recouvrement. La fraude fiscale correspond à entre 20 et 40 % des recettes fiscales brutes de l’État, et représente à elle seule une somme supérieure au déficit public annuel de la France.
En raison du « verrou de Bercy », le ministère des Finances a le monopole de l'initiative des poursuites pénales en matière de fraude fiscale,. Le verrou est aménagé en 2018. Pour contourner ce verrou, des poursuites judiciaires sont parfois directement lancées pour blanchiment de fraude fiscale, la qualification de ce deuxième délit consécutif du premier constitué par la fraude ne dépendant pas de la décision de la commission des infractions fiscales, placée sous la tutelle du ministère du Budget,.
La fraude fiscale se distingue de l'optimisation fiscale. En effet, dans le cas de l'optimisation fiscale, le contribuable exploite des dispositions de la loi. Alors que la fraude fiscale implique nécessairement une violation de la réglementation en vigueur.